# États-Unis aux Jeux olympiques d'été de 1936
Les États-Unis participent aux Jeux olympiques d'été de 1936 se déroulant à Berlin, en Allemagne. Il s'agit de leur 10e participation à des Jeux d'été.La délégation américaine, composée de 359 athlètes, termine deuxième du classement par nations, derrière l'Allemagne, avec 56 médailles (24 en or, 20 en argent et 12 en bronze). C’est dans leurs sports de prédilection que les athlètes américains réalisent une moisson de médailles conséquente.  En l’occurrence la Natation, le Plongeon qu’ils dominent outrageusement (10 médailles sur 12 possibles) et l'Athlétisme. Sport qui  leur permet de s’adjuger  pas moins de 25 médailles dont 14 en or, soit quasiment  la moitié de toutes celles conquises durant les jeux.

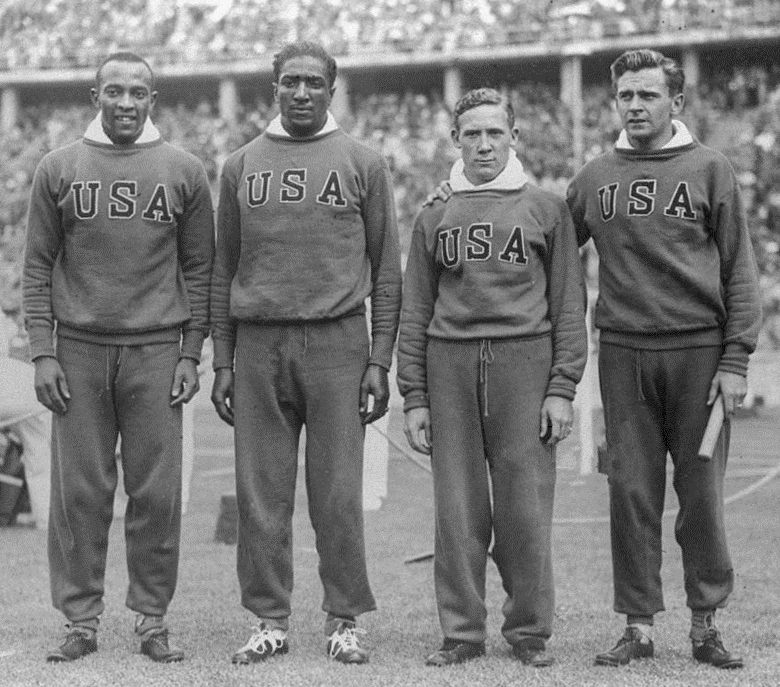
De gauche à droite : J. Owens, R. Metcalfe, F. Draper, F. Wykoff, vainqueurs du relais 4 x 100 m.

## Bilan global
| Sport              | Médaille d'or, Jeux olympiques | Médaille d'argent, Jeux olympiques | Médaille de bronze, Jeux olympiques | Total |
| Athlétisme         | 14                             | 7                                  | 4                                   | 25    |
| Aviron             | 1                              | 0                                  | 1                                   | 2     |
| Basket-ball        | 1                              | 0                                  | 0                                   | 1     |
| Boxe               | 0                              | 1                                  | 1                                   | 2     |
| Canoë-kayak        | 0                              | 0                                  | 1                                   | 1     |
| Équitation         | 0                              | 1                                  | 0                                   | 1     |
| Haltérophilie      | 1                              | 0                                  | 0                                   | 1     |
| Lutte              | 1                              | 3                                  | 0                                   | 4     |
| Natation           | 2                              | 3                                  | 3                                   | 8     |
| Pentathlon moderne | 0                              | 1                                  | 0                                   | 1     |
| Plongeon           | 4                              | 4                                  | 2                                   | 10    |
|                    | 24                             | 20                                 | 12                                  | 56    |

## Liste des médaillés américains

### Médailles d'or
| Sport                                              | Discipline | Sportifs |
| Médailles d’or 24                                  | |          |
| Athlétisme                                         | |          |
| 100 m                                              | Jesse Owens |          |
| 200 m                                              | Jesse Owens |          |
| 400 m                                              | Archie Williams |          |
| 800 m                                              | John Woodruff |          |
| 110 m haies                                        | Forrest Towns |          |
| 400 m haies                                        | Glenn Hardin |          |
| 4 × 100 m                                          | Jesse Owens, Ralph Metcalfe Foy Draper, Frank Wykoff |          |
| Saut en longueur                                   | Jesse Owens |          |
| Saut en hauteur                                    | Cornelius Johnson |          |
| Saut à la perche                                   | Earle Meadows |          |
| Lancer du disque                                   | Kenneth Carpenter |          |
| Décathlon                                          | Glenn Morris |          |
| 100 m féminin                                      | Helen Stephens |          |
| 4 × 100 m féminin                                  | Harriet Bland, Annette Rogers Betty Robinson, Helen Stephens |          |
| Aviron                                             | |          |
| Huit en pointe avec barreur                        | Herbert Morris, Charles Day, Gordon Adam John White, James McMillin, George Hunt Joe Rantz, Donald Hume, Robert Moch                                                                             |          |
| Basket-ball                                        | |          |
|                                                    | Sam Balter, Ralph Bishop, Joe Fortenberry Tex Gibbons, Francis Johnson, Carl Knowles Frank Lubin, Art Mollner, Donald Piper Jack Ragland, Willard Schmidt, Carl Shy Duane Swanson, Bill Wheatley |          |
| Haltérophilie                                      | |          |
| Poids plume (jusqu'à 60 kg)                        | Anthony Terlazzo |          |
| Lutte                                              | |          |
| Lutte libre Poids mi-moyens, 66 - 72 kg            | Frank Lewis |          |
| Natation                                           | |          |
| 400 m nage libre hommes                            | Jack Medica |          |
| 100 m dos masculin                                 | Adolph Kiefer |          |
| Plongeon                                           | |          |
| Tremplin à 3 m hommes                              | Richard Degener |          |
| Tremplin à 3 m femmes                              | Marjorie Gestring |          |
| Plongeon de haut vol hommes Plateforme à 10 mètres | Marshall Wayne |          |
| Plongeon de haut vol femmes Plateforme à 10 mètres | Dorothy Poynton-Hill |          |

### Médailles d'argent
| Sport                                              | Discipline                                            | Sportifs |
| Médailles d’argent 20                              |                                                       |          |
| Athlétisme                                         |                                                       |          |
| 100 m masculin                                     | Ralph Metcalfe                                        |          |
| 200 m masculin                                     | Matthew Robinson                                      |          |
| 1 500 m masculin                                   | Glenn Cunningham                                      |          |
| Saut en hauteur                                    | David Albritton                                       |          |
| Lancer du disque                                   | Gordon Dunn                                           |          |
| Décathlon                                          | Robert Clark                                          |          |
| 4 × 400 m                                          | Harold Cagle,Robert Young Edward O’Brien,Alfred Fitch |          |
| Boxe                                               |                                                       |          |
| Poids coqs (-53,5 kg)                              | Jack Wilson                                           |          |
| Équitation                                         |                                                       |          |
| Concours complet individuel                        | Earl Foster Thomson avec Jenny Camp                   |          |
| Lutte                                              |                                                       |          |
| Lutte libre Poids coq, -56 kg                      | Ross Flood                                            |          |
| Lutte libre Poids plume, 56 - 61 kg                | Francis Millard                                       |          |
| Lutte libre Poids moyens, 72 - 79 kg               | Richard Voliva                                        |          |
| Natation                                           |                                                       |          |
| 1500 m nage libre                                  | Jack Medica                                           |          |
| 100 m dos masculin                                 | Albert Vande Weghe                                    |          |
| 4 × 200 m nage libre masculin                      | Ralph Flanagan, John Macionis Paul Wolf, Jack Medica  |          |
| Pentathlon moderne                                 |                                                       |          |
| Epreuve individuelle masculine                     | Charles Leonard                                       |          |
| Plongeon                                           |                                                       |          |
| Tremplin à 3 m hommes                              | Marshall Wayne                                        |          |
| Tremplin à 3 m femmes                              | Katherine Rawls                                       |          |
| Plongeon de haut vol hommes Plateforme à 10 mètres | Elbert Root                                           |          |
| Plongeon de haut vol femmes Plateforme à 10 mètres | Velma Dunn                                            |          |

### Médailles de bronze
| Sport                                | Discipline                                                | Sportifs |
| Médailles de bronze 12               |                                                           |          |
| Athlétisme                           |                                                           |          |
| 400 m                                | James LuValle                                             |          |
| 110 m haies                          | Frederick Pollard                                         |          |
| Saut en hauteur                      | Delos Thurber                                             |          |
| Décathlon                            | Jack Parker                                               |          |
| Aviron                               |                                                           |          |
| Skiff hommes                         | Daniel Barrow                                             |          |
| Boxe                                 |                                                           |          |
| Poids mouches (-50,8 kg)             | Louis Laurie                                              |          |
| Canoë-kayak                          |                                                           |          |
| 10 000 mètres kayak monoplace hommes | Ernest Riedel                                             |          |
| Natation                             |                                                           |          |
| 400 m nage libre féminin             | Lenore Kight-Wingard                                      |          |
| 100 m dos féminin                    | Alice Bridges                                             |          |
| 4 × 100 m nage libre féminin         | Katherine Rawls, Bernice Lapp Mavis Freeman, Olive McKean |          |
| Plongeon                             |                                                           |          |
| Tremplin à 3 m hommes                | Alan Greene                                               |          |
| Tremplin à 3 m femmes                | Dorothy Poynton-Hill                                      |          |

## Engagés par sport
- Ellwood Godfrey